# Retelytron conopeum
Retelytron conopeum is een keversoort uit de familie Tshekardocoleidae. De wetenschappelijke naam van de soort is voor het eerst geldig gepubliceerd in 1965 door Kukalová.